# Google Stadia
Stadia (/steɪdiə/, anciennement connu sous le nom de Project Stream) était une plate-forme de jeux vidéo à la demande conçue par Google permettant de jouer à des jeux vidéo, sur toutes sortes d'appareils, comme un téléphone, un ordinateur ou un Chromecast. À sa sortie, Stadia est annoncée comme étant capable de fournir des jeux en définition 4K et à 60 images par seconde, et conçue pour rivaliser avec la PlayStation de Sony, qui domine le marché des consoles, avec la Xbox de Microsoft, et avec d'autres entreprises telles que Nintendo, Google voulant s'imposer sur ce marché. Un mode multi-joueurs est disponible depuis le lancement. Le nom Stadia vient du pluriel du latin stadium et signifie, traduit littéralement, « les stades ».
La plate-forme met l'accent sur le jeu vidéo en tant qu’« expérience sociale », à travers des fonctions intégrées telles que State Share, qui permet de partager une sauvegarde, un moment précis du jeu, via un lien, ou Crowd play, qui permet aux spectateurs de rejoindre la partie du streamer. Stadia offre une puissance de 10,7 téraflops, selon Phil Harrison (vice-président de Google Stadia), légèrement en dessous de la puissance de calcul de la Xbox Series X de douze téraflops.
Le service a cessé ses activités le 18 janvier 2023 en raison de son manque d'utilisateurs.

## Développement
Project Stream, le nom utilisé durant le développement de Stadia, est le premier signe d'intérêt montré par Google pour l'univers des jeux vidéo. Selon des rumeurs, la société travaillait depuis au moins 2016 sur un service appelé Project Yeti. Google embauche un responsable de l'industrie du jeu, Phil Harrison (Sony, Infogrames/Atari puis Microsoft) et recrute des développeurs lors d'événements organisés en 2018. Le principal différenciateur de Project Stream par rapport aux services précédents, tels OnLive, GeForce Now et PlayStation Now, réside dans sa capacité à s'exécuter sur navigateur Web — sous réserve d’utiliser celui de Google, Chrome —, plutôt que sur des plates-formes de jeux spécifiques. Le service utilise le matériel graphique AMD Radeon.

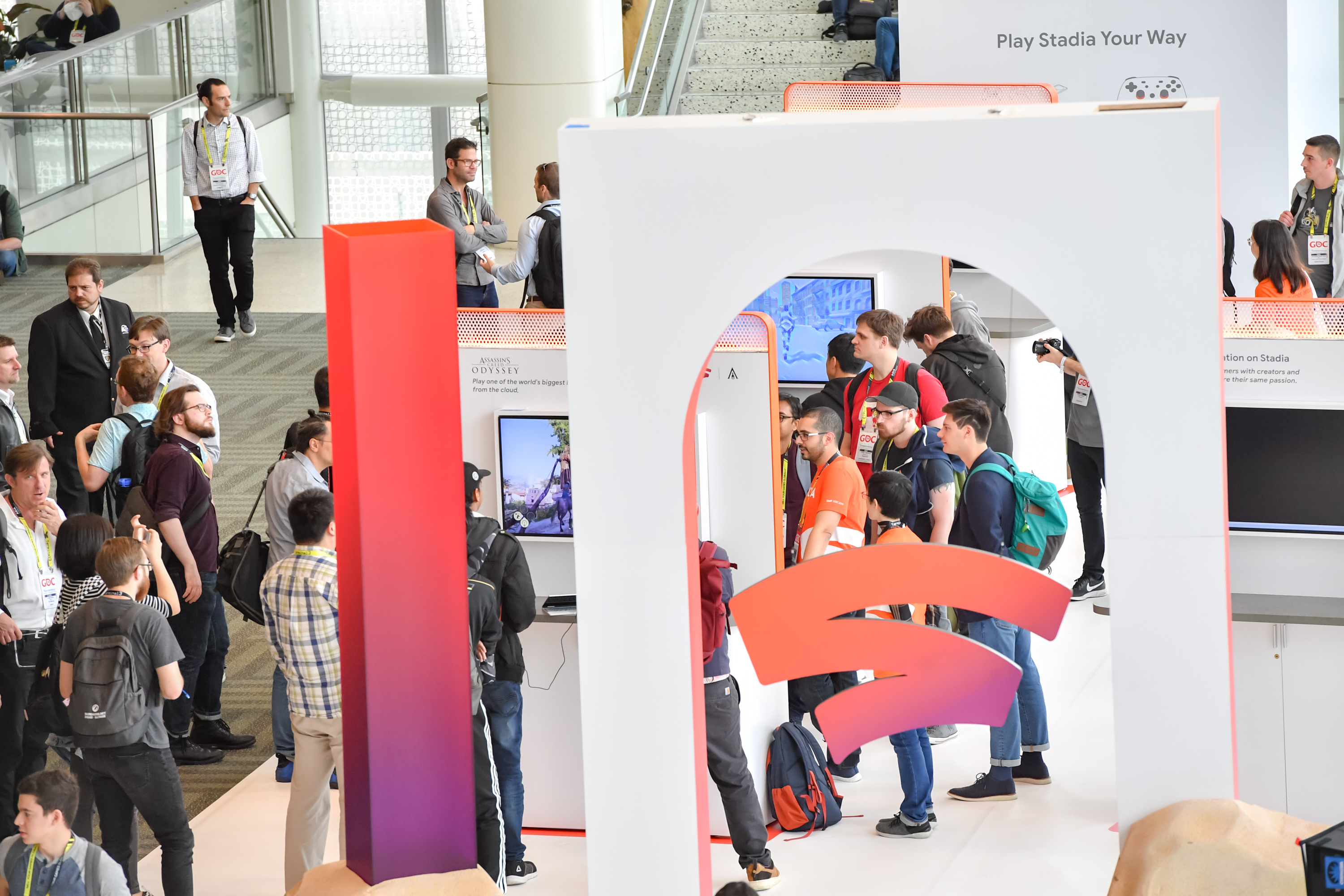
Le service Stadia est présenté au grand public durant l'édition 2019 de la Game Developers Conference.

Google annonce le service en octobre 2018 et, peu après, lance des invitations aux bêta-testeurs en leur proposant comme titre de test Assassin's Creed Odyssey. Les joueurs peuvent dès lors demander un accès et, pour ceux d'entre eux bénéficiant d'une connexion Internet suffisamment rapide, directement lancer le jeu dans leur navigateur. Les participants reçoivent une copie gratuite du jeu lorsque le bêta test arrive à son terme.
Dans le même temps, Google lance Stadia Games and Entertainment, studio de jeu vidéo dirigé par Jade Raymond pour accompagner Stadia. Celui-ci a comme objectif la production d'exclusivités sur la plateforme de jeu à la demande,.
En novembre 2019, Stadia Pro est disponible pour les utilisateurs pré-enregistrés qui ont acheté le pack « Founder's Edition » comprenant un Chromecast Ultra et une manette Stadia. Le 9 avril 2020, le service est ouvert au grand public dans sa formule gratuite « Stadia Base », qui comprend deux mois d'abonnement à Stadia Pro offerts. Dans le cas de Stadia Base, les jeux sont au format Full HD, 60 images par seconde et un son stéréo.
En février 2021, Google annonce mettre fin au développement de jeux exclusifs Stadia et réduire les effectifs de Stadia Games and Entertainment, reconnaissant que les moyens et les temps de développement de jeux sont importants et ont tendance à croître.
En septembre 2022, Google annonce la fermeture du service pour le 18 janvier 2023 faute de clientèle,.

## Matériel compatible
Stadia repose essentiellement sur Internet et le client/API Chromium, également présent dans le boîtier Chromecast, les ordinateurs sous Chrome OS et certains autres systèmes d'exploitation (notamment Android de Google, iOS d'Apple, Windows 10 de Microsoft et Linux). Stadia est compatible 4K/60fps avec le format VP9 et le son surround 5.1. L'architecture du système Stadia requiert un bon débit (par exemple VDSL) et génère une perte de chaleur importante au niveau du matériel ayant la charge du traitement des données[réf. nécessaire].
Au lancement, Stadia était compatible avec les téléphones Google Pixel ou tout système d'exploitation sur PC permettant de lancer le navigateur Chrome (ex. : Windows, MacOS, Linux, ChromeOS) ainsi que les Chromecast Ultra (pour ce dernier, à condition d'utiliser une manette Stadia). Depuis, Stadia est officiellement compatible avec de nombreux smartphones et, de fait, avec tous les smartphones Android capables de faire tourner l'application Stadia. Les utilisateurs d'iOS peuvent accéder au service depuis le 16 décembre 2020.
Google a également conçu une manette pour Stadia, qui fonctionne avec fil ou en Wi-Fi. La plupart des navigateurs construits sur Chromium fonctionnent avec Stadia et reconnaissent la manette. Elle n'est pas nécessaire pour accéder au service : plusieurs manettes sont reconnues, de même que la combinaison clavier/souris[réf. nécessaire].
Stadia est disponible sur le Samsung Gaming Hub depuis début 2022 et sur toutes les télévisions connectées via Android TV et Google TV.

## Jeux disponibles

### Jeux disponibles à la sortie en novembre 2019
- Assassin's Creed Odyssey
- Attack on Titan: Final Battle 2
- Destiny 2: The Collection
- Farming Simulator 19
- Final Fantasy XV
- Football Manager 2020
- Grid
- Gylt (en)
- Just Dance 2020
- Kine
- Metro Exodus
- Mortal Kombat 11
- NBA 2K20
- Rage 2
- Red Dead Online
- Red Dead Redemption 2
- Rise of the Tomb Raider
- Samurai Shodown
- Shadow of the Tomb Raider
- The Crew 2
- Thumper
- Tomb Raider: Definitive Edition
- Trials Rising
- Wolfenstein: Youngblood

## Liste des fonctions et des abonnements
Il existe deux types d'utilisation de Stadia :
- Stadia Pro (disponible au lancement) : 9,99 €/mois, permet de jouer jusqu'en 4k à 60 fps et d'accéder à un catalogue de jeux offerts chaque mois disponible uniquement tant que l'abonnement est actif. Un réabonnement permet d'accéder de nouveau aux jeux obtenus.
- Stadia Base (disponible depuis avril 2020) : limité en 1080p à 60 fps. Permet d'accéder au service gratuitement, chaque jeu devant être acheté individuellement hormis une sélection de jeux gratuits comme Destiny 2. Les utilisateurs peuvent essayer gratuitement des jeux chaque semaine ou via les Free Trials (durée de jeu limitée).

Les jeux achetés sur Stadia restent accessibles, même après désabonnement de Stadia Pro.[réf. nécessaire]

## Fermeture du service et remboursement Stadia
Par le biais d'un communiqué publié en septembre 2022, Google annonce mettre fin à sa plate-forme Stadia à compter du 18 janvier 2023. Le manque de clientèle étant la cause principale.
À partir du 9 novembre 2022, Google commence le remboursement de tout achat effectué sur le Google Store incluant manettes, Chromecast, jeux et extensions.
Après la fermeture de Stadia, Google offre une mise à jour des manettes. La fonction Bluetooth qui était présente mais non fonctionnelle est débloquée. Permettant ainsi l’utilisation des manettes sur d’autres plateformes,.